# Central nuclear de Dampierre
La Central nuclear de Dampierre es una planta de energía nuclear situada en la localidad de Dampierre-en-Burly, región Centro-Valle del Loira, departamento de Loiret, 55 km aguas arriba de la ciudad de Orleans y a 110 km río abajo de Nevers, que utiliza agua del río Loira para su refrigeración. La planta, en la que trabajan aproximadamente 1100 personas, produce el 5% de la demanda nacional de electricidad.

## Riesgo sísmico

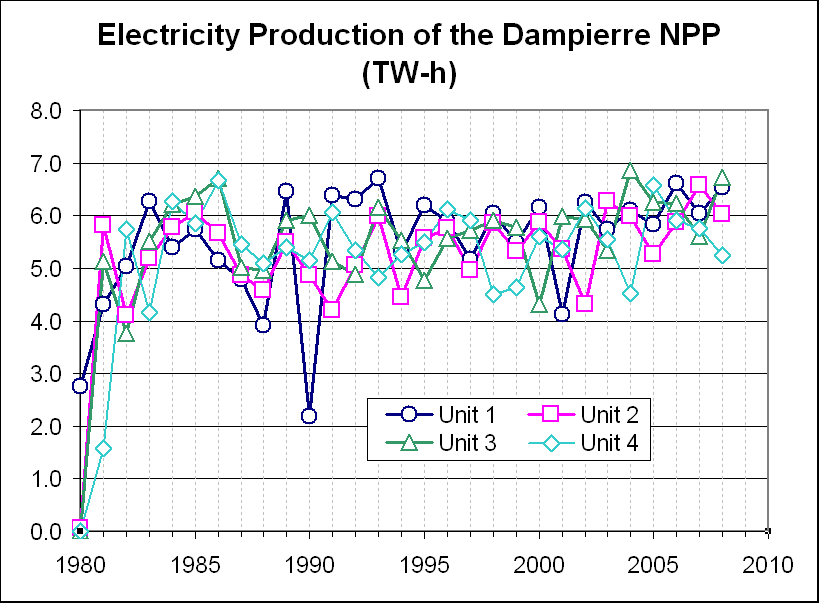
Rendimiento de la producción de electricidad

Según un informe de la Autoridad de seguridad nuclear francesa de octubre de 2002, algunas funciones de refrigeración de reserva para el reactor no podrían garantizarse en caso de terremoto.

## Incidentes
El 2 de abril de 2001, durante una parada de reabastecimiento de combustible de la unidad 4, un operador cometió un error al no seguir el patrón de carga correcto para los diferentes conjuntos de barras de combustible (de los cuales el 30% eran combustible MOX ). La operación de recarga se detuvo y el núcleo se descargó completamente. El incidente fue clasificado inicialmente como de nivel 1 de la escala INES, pero la Autoridad de seguridad nuclear francesa lo reclasificó como de nivel 2 en 2007.
En la noche del 9 al 10 de abril de 2007, el reactor nº 3 entró en estado de emergencia y permaneció así durante toda la noche; se abasteció de energía mediante un generador de emergencia. EDF activó un plan de emergencia a las 22:10. Durante toda la noche, los equipos estuvieron trabajando para solventar la emergencia, ya que el reactor nº 3 quedó privado de energía externa. El generador de emergencia funcionó bien. La ASN ha establecido una crisis nacional con el apoyo del IRSN . EDF y DSC levantaron la crisis a la mañana siguiente a las 8:15. Tras este incidente, el reactor nº 3 permaneció cerrado durante varias semanas para corregir el problema.